# キルル
キルルは、吉崎観音作の漫画『ケロロ軍曹』およびそのアニメ版・映画『超劇場版ケロロ軍曹』に登場する架空のキャラクターである。

## 概要
人造ケロン人。古代ケロン人の造ったものとその技術を現代のケロン人が用いて作り出したものが存在する。
映画版とテレビ版と原作版で、ケロロ小隊が初めて会ったキルルは異なっており（映画版ではキルル、テレビ版ではキルル.、原作版ではX-5.5）、映画版とテレビ版と原作の関係をあらわす存在にもなっている。

## 主な種類

### オリジナル個体
古代ケロン人が作ったシリーズ。正式名称は「自動判別型究極侵略兵器【キルミラン】」の"実行する者"。最初に設定が明かされたのは劇場版一作目にあたる『超劇場版ケロロ軍曹』であり、この時は一度動き出せば侵略するどころか惑星の全生物を死滅させその惑星を滅ぼすと言われている最悪の侵略兵器としてだった。その後、シリーズ三作目にあたる『超劇場版ケロロ軍曹3 ケロロ対ケロロ天空大決戦であります!』にてそのキルルをベースとしたオリジナルの個体が計三種類存在することが明かされ、それらが歴代劇場版の初代三作で登場したキルルたちであることが劇中で判明した。
これらのキルルには、暴走などを防ぐために、OSが設けられている。
- ミララ：『超劇場版ケロロ軍曹』の「第1のキルル」のOS
- ミロロ：『超劇場版ケロロ軍曹2』[1]及び『深海の迷子たち』の「第2のキルル」のOS
- ミルル：『超劇場版ケロロ軍曹3』の「第3のキルル」のOS

封印をするためには彼女らの協力が必要不可欠となり、劇中でも大方は彼女らがキーパーソンとなっている。

#### 第1のキルル
映画『超劇場版ケロロ軍曹』で登場するキルル。
声優はおぎやはぎの小木博明と矢作兼が、2人1役で担当した。

##### 基本情報
初期段階における色は白で、おでこに緑、腹に赤の×マーク。初期段階はケロン人の姿をしているが、巨大化して惑星制圧を行う。
その脅威はケロン軍のアサシン兵を遥かに上回るほどであり、彼らの最も恐るべき所は侵略対象の住人に同化し極めて閉鎖した思考性を持つ「個体」とすることで、互いの種族性を破壊させて争わせて滅亡に追い込むところである。
主な活動としては、対象となる者たちに×マークをつけていく。×マークのついた人は他人とテレパシーで会話できるようになるが、キルルの行う精神操作によって人間不信に陥ってしまう危険性があり、キルルはそれによって出た憎しみや不信感といった負の感情をマイナスエネルギーとして吸収し巨大化する。
エネルギーをより吸収すると巨大なタワー状に変形する。大量の触手を張り巡らし、初期段階のキルルを量産して惑星制圧を行う。この状態が長時間続くと、その惑星は「星の死体」となってしまう。
そのためいかなる攻撃も通用しない。倒す方法は強く信じ合う心と友情など、プラスのエネルギーの持つ者が「自動判別型究極侵略兵器【キルミラン】」の"審判を下す者"であるミララから封印の方法を教えてもらうしかない。

##### 過去
アニメ第128話でギロロ伍長達が話していた事によると、現代より前までは138個もの惑星を滅ぼして来たらしい。
作者の吉崎観音氏による『超劇場版ケロロ軍曹』の草案によると、6500万年前に恐竜が絶滅した頃に、ケロン軍が地球侵略のために製造したもので、人類は出現しておらず、そこに住んでいた恐竜が地球人類だと認識し、恐竜たちが狂暴性の高い種族であったため、キルルの戦闘力がこれに合わせて設定された。彼等の同化により、一部の恐竜は思惑通りの暴走を始める。
しかし当時のケロン科学力でもキルルの性能の全てを掌握しきれておらず、キルルの力で恐竜たちが異常進化を起こしてしまい高い知能を獲得してしまう。逆に彼らが地球を拠点とした凶悪な宇宙侵略計画を企て始めてしまう。これを受けたケロン軍はこのままだと地球や自分達の星はおろか宇宙規模での大惨事を引き起こしかねないと判断し、宇宙意志の裁決によって断罪者のアンゴル族に「黙示録」の依頼を出した。この結果アンゴル＝モアの母であるアンゴル＝ティアによって「黙示録」が発動され、その余剰効果で6500万年前に恐竜が絶滅した。
これによって宇宙侵略は阻止され、事なきを得る。そしてケロン軍は「新生地球人の誕生、再出発」を待つため、地球侵略を一端中断したのである。その後、キルルは強化された「宇宙侵略法」により大変危険な兵器であると判断され、消去は不可能であったため地球のある場所に永久封印された。

##### 劇中での活躍
奥東京市の祠に封印されていたが、ケロロが祭られていた壺を誤って割ってしまったため、封印が解かれてしまう。その影響で奥東京市全体に住む人々に✕マークが付けられ、ケロロたちもその影響でマークが付いてしまう。
キルルの脅威によって奥東京市の人々は人間不信に陥り、ケロロたちもそのマークが付けられた影響で一時は仲間割れを起こしてしまうが、増大したマイナスエネルギーによって巨大化したキルルを目の当たりにした夏美と冬樹は、それが自分たちのせいであることを自覚する。そしてキルルを止めるべく宇宙人と地球人が共に協力して封印することを決意する。
物語最後は地球人とケロロ小隊の活躍で、タワー状になったキルルの内部にあった鍵穴に鍵状に変化したミララを挿し込んだ事で再び封印された。

#### 第2のキルル
『超劇場版ケロロ軍曹2 深海のプリンセスであります!』で登場するキルル。劇中ではキルル南太平洋（キルルみなみたいへいよう）と呼ばれている。声優はキルル.の声を担当した藤田圭宣。
初代よりも数倍体が大きく、南太平洋のとある一角に封印されていた。
劇中では初期段階のケロン人の姿ではなく、巨大化した時の姿で登場。偶然そこに居合わせた西澤グループの貨物船を沈めようとしたが、メールとマールによって倒された。一瞬の登場に終わるため、このキルルが第二のキルルであると断定する描写は劇中に無く、オリジナル個体の一体だと断言されるのは次回作『超劇場版3』から、さらにそのうちの第二のキルルであると明確に判明するのは後のDSソフト『超劇場版ケロロ軍曹 撃侵ドラゴンウォリアーズであります!』からである。
なお原作版にあたる原作第164話『深海の迷子たち』では、原作者の吉崎氏によってデザインが一部変更されており、その上でストーリーも原作用に変更されてメールの支配下に置かれているという設定となった。当作では種族衰退によって過去の輝きを失ったマロン人の侵略計画で地球に侵攻したメールとマールによって発見され、メールらが地球を侵略するためにケロン人を偽ってキルミランシステムを発動、その結果異常動作を起こす。その後ケロロ小隊らとの戦闘、ケロロ軍曹による「超☆隊長命令」によって無力化しケロン人サイズに戻った。騒動終結後はケロロにメールとマールの護衛を命じられ、共に旅立った。
ちなみに異常動作状態キルルのカラーは『サモンズボード』とのコラボイベントにて緑と黄色のグラデーション目が特徴の黒い体色であるということが判明している。当作では原作の設定が反映されているものの、通常形態のデザインはアニメ版のものが採用されている。

#### 第3のキルル
『超劇場版ケロロ軍曹3 ケロロ対ケロロ天空大決戦であります!』で存在が明かされたキルル。空中都市そのものが第3のキルルであり、最強のクローンを作り上げるというもの。マチュピチュの地下で眠っていたのだが、ケロロが誤って起動させたことによりオリジナルのケロロのデータを読み取ったダークケロロを作り出す。ケロロと冬樹たちの絆の前に敗北を悟ったダークケロロによってそのまま封印された。なおそのキルルがどうなったのかは不明だが、ダークケロロのデータは"帝王"としてのデータのみが消え、"友達"としてのダークケロロが残った。

### オリジナルベースのキルル

#### 草案キルル
原案では地球に封印されていたのではなく宇宙警察の最中央部深くに封印されていたキルルが何らかの原因で突然地球に向けて射出されたという設定だった。この時は「物体X（仮）」と記されていた。地球への侵入方法は地球圏内に近付くにつれ、封印装甲を切りはずしながら極小のコアを解放して地球圏内に侵入した。
この草案設定は後の原作13巻特別編で一部変更される形で正式登場し、超劇場版の前日譚として詳細が語られるようになっている。作中ではガルル小隊がケロン軍の命令でその個体を殲滅するべく死闘を繰り広げ、ガルル中尉が「キルミランデリーター」という対キルル用の兵器でとどめを刺して殲滅に成功している。その時は最終形態である超巨大タワー状の姿であった。
そして後のX-5.5（ブラックキルル）出現時でもギロロが「ガルルから聞いた」として言及しており、ギロロ本人もこのキルルのことを想定していた。

#### キルル.
アニメ第128話・129話で登場するキルル。声優は藤田圭宣。
ケロン軍の侵略カウンターの中で育ったキルルである。上記古代兵器「キルミラン」の配合体で、アップグレード版。ケロロからは「マッシュ」と呼ばれていた。冬樹が「ケロロ小隊が地球から撤退しないように」とおギロ様（おゲロ様のスペア）に願をかけ、その御利益で侵略カウンターが雷を受けて停止した副作用で出現したが、実際には1週間早まっただけでいずれは出現する兵器だった。
超劇場版のキルルは「キルキル…」としか話さなかったが、このキルル.は言葉も話す。容姿がオリジナルと違っており、幼年体に近い配色になっていて、目は赤、おでこと腹に×の上に・がついているマークが存在し、尻尾が生えた姿をしている。他の生命体に△のマークをつけ、その生命体から優柔不断のエネルギーを吸収して成長する。エネルギーを放出して誰かを優柔不断にさせると、その相手に△マークがつく。
しかし不良品であったため、代わりにキルルX-52が送り込まれた。その際に来たケロン軍の母艦の者がキルル.をケロン星に持って帰り処分しようとするが、仲良くなったケロロは拒否する。しかし母艦は1時間以内にキルル.を引き渡せといい、残り時間が少なくなったとき、ケロロは時間延長を母艦に懇願するが、ケロロの優柔不断さをキルル.が吸収し、そのエネルギーが大きすぎて吸収できる量の限界を超えたためにすべて放出した。そのエネルギーを浴びたケロン軍の母艦に乗っていたケロン人とキルルX-52が優柔不断になったためケロロ小隊の撤退は取りやめになり、結果的に地球とケロロ小隊を救う形になり、侵略期限もうやむやとなった。またキルル.はケロン星に連れて行かれたが処分はされず、その日から全宇宙の半数の宇宙人たちが優柔不断になったといわれている。

#### キルル バージョンX-52
アニメ第129話で登場するキルル。通称「キルルX-52」。体色は黒、目は緑で、成年体に近く、おでこに白丸の中に×のマーク、腹には黒丸の中に×のマークが付いている。ケロン軍が侵略カウンターとして送った不良品のキルル.の代わりのキルル。不信感やトラウマを抱いているなど精神状態がよくない者に×マークをつけ、その者をコントロールする、最後はキルル.に△マークをつけられ、母艦と共にケロン星へと帰っていった。

#### キルル X-5.5（エックス・ゴーゴー）
原作第137話・アニメ第243話で登場するキルル。「X-5.5」は仮コード。
クルルによると、このキルルは桁外れの軍事力を誇る「Xシリーズ」のひとつであり、原始星を一方的に制圧するためにケロン軍が莫大な費用をかけて開発していたものの、宇宙侵略法が強化されて使えなくなってしまった個体らしい。
作中ではケロン軍本部から地球に送られた単独活動兵器として登場。ケロロ小隊は第四種警戒態勢を敷いて戦闘にあたったが、あっさりと敗れた。最後はモアの「祝歌黙示録撃」で倒れ、再起動した。が、本部が地球に送った目的は小隊へのプレゼントとして「すももの人形」を贈ることであり、キルルはその「パッケージ」であったが、同時に戦闘によって小隊の士気を高めるという目的もあった。
なお上記に紹介したキルル (X) のほかにも、もう一体いることが本話のクルルの話によって判明している。そのキルル (X) は暗殺兵のような姿をしている。
アニメでは小数点のない「X-55」として登場しており、「Xシリーズ」といった用語や「原始星を一方的に制圧するための兵器」といった設定は劇中で語られることはないものの、アニメで登場した「キルル.」や「キルルX-52」のバージョンアップ型であることがクルルの口から語られた。

#### 第230話の「キルル」
アニメ第230話Bパートで登場するキルル。声優は藤田圭宣。
超劇場版と同名の「キルル」で登場しているが、正式な肩書は不明。外見もやや異なり、体色は紫色で、口と腹部が黄色。額と腹部に黒色の×マークがある。
ケロン軍の研究施設で戦闘ロボットとして開発中だった試作品。施設を脱走して行方不明になり、幼年期のケロロらの秘密基地に入ってしまい、暴走状態で暴れまわっていた。最終的には、ケロロらに対して襲い掛かってきたところをキカカが防ぎ、キカカのジェット噴射のような機能によってキカカに抑えたられたまま空高くに上げられ、残骸となって森で回収された。

#### キルルシステム
アニメ第300話で登場するキルル。キルルの試作機にあたり、クルル曰く「博物館級のシロモノ」。ケロン人形態はなく最初から高さ数メートルのタワー形態になっている。オノノ少尉が性能実験のために携帯していたものを起動した結果、侵略へのやる気が失せていたケロロ小隊を操り、非情な戦士へと変えてしまう。最終的に最上部にあった核をオノノ少尉に撃ち抜かれ機能停止する。

### その他

#### コピーキルル
DSソフト『超劇場版ケロロ軍曹 撃侵ドラゴンウォリアーズであります!』で登場するキルル。ゲームオリジナルのバージョンものであり、既存のキルルのデータを用いた個体たち。分類上はオリジナルベースの一部として含まれるが、厳密にはオリジナルのデータをそのまま引用した個体である。ただしケロン軍ではデータをそのまま流用することは「違法」とされており、この違法コピー媒体については専門の部隊が調査・回収を担当している。作品内ではその諸悪の根源がヴァイパーであることになっており、第1のキルルのコピー体が登場、ケロロ小隊と対面したが、ドララ小隊の隊長・ドララ特務兵によって回収された。